# Cerberoides brevicauda
Cerberoides brevicauda là một loài chân đều trong họ Oniscidae. Loài này được Jackson miêu tả khoa học năm 1938.